# Conques-sur-Orbiel
Conques-sur-Orbiel är en kommun i departementet Aude i regionen Occitanien  i södra Frankrike. Kommunen ligger  i kantonen Conques-sur-Orbiel som ligger i arrondissementet Carcassonne. År 2022 hade Conques-sur-Orbiel 2 549 invånare.

## Befolkningsutveckling
Antalet invånare i kommunen Conques-sur-Orbiel
Referens: INSEE